# Yli Aareakursunjärvi
Yli Aareakursunjärvi är en sjö i Pajala kommun i Norrbotten och ingår i Torneälvens huvudavrinningsområde. Yli Aareakursunjärvi ligger i Torne och Kalix älvsystem Natura 2000-område.